# Monica Di Fonzo
Monica Di Fonzo (Basilea, 14 febbraio 1977) è un'allenatrice di calcio ed ex calciatrice svizzera, di ruolo attaccante, selezionatrice della nazionale svizzera femminile Under-19.

## Carriera

### Allenatrice
Dopo aver lasciato il calcio giocato, nel 2014 l'Associazione Svizzera di Football le affida l'incarico, assieme al co-allenatore Walter Späni, di conduzione tecnica della formazione Under-17, rilevando Brigitte Steiner rimasta a seguire l'Under-16.
Dopo aver fallito l'accesso all'Europeo di Inghilterra 2014, riesce nell'impresa la volta successiva, guadagnando la seconda partecipazione al torneo continentale dopo aver superato le due fasi di qualificazione a Islanda 2015. In quell'occasione la Svizzera, inserita nel gruppo B con Francia, Irlanda e Norvegia, chiude il girone con due vittorie e un pareggio accedendo così alle semifinali. Le prestazioni delle giovani elvetiche permettono alla squadra di superare, grazie alla rete di Amira Arfaoui allo scadere dei tempi regolamentari, anche le campionesse in carica della Germania arrivando quindi alla finale del 4 luglio 2015 al Hlíðarendi di Reykjavík, persa con la Spagna, che conquista per la terza volta il trofeo continentale, con il risultato di 5-2. Di Fonzo guida le ragazze in altri quattro tentativi di arrivare agli Europei di categoria, tutti falliti, compreso quello di Svezia 2020 annullato a causa delle restrizioni dovute alla pandemia di COVID-19.
dal 1º settembre 2020 diviene responsabile tecnico dell'Under-19., formazione che a causa del protrarsi della pandemia di COVID-19 è costretta a rimandare ogni impegno fino alle qualificazioni all'Europeo di Repubblica Ceca 2022.

## Palmarès

### Giocatrice

#### Club
- Campionato svizzero: 2

Sursee: 2001-2002, 2002-2003
- Coppa Svizzera: 1

Sursee: 2001-2002

### Individuali
- Calciatrice dell'anno svizzera: 1

2002